# Comuna de Trąbki Wielkie
Trąbki Wielkie (polaco: Gmina Trąbki Wielkie) é uma gminy (comuna) na Polónia, na voivodia de Pomerânia e no condado de Gdański. A sede do condado é a cidade de Trąbki Wielkie.
De acordo com os censos de 2007, a comuna tem 9644 habitantes, com uma densidade 59,3 hab/km².

## Área
Estende-se por uma área de 162,62 km², incluindo:
- área agrícola: 59%
- área florestal: 31%

## Demografia
Dados de 30 de Junho 2004:
|                      | Total   | Total | Mulheres | Mulheres | Homens  | Homens |
| -------------------- | ------- | ----- | -------- | -------- | ------- | ------ |
|                      | pessoas | %     | pessoas  | %        | pessoas | %      |
| População            | 9392    | 100   | 4671     | 49,7     | 4721    | 50,3   |
| Densidade (pop./km²) | 57,8    | 100   | 28,7     | 28,7     | 29      | 29     |

De acordo com dados de 2005, o rendimento médio per capita ascendia a 1885,83 zł.

## Comunas vizinhas
- Kolbudy, Pruszcz Gdański, Przywidz, Pszczółki, Skarszewy, Tczew